# Liste der Schweizer Botschafter in Ägypten
Schweizer Botschafter in Ägypten.
1935–1937 von der Gesandtschaft in Ankara akkreditiert, ab 1937 selbständige Gesandtschaft, seit 1957 Botschaft.

## Missionschefs
- 1935–1937: Henri François Martin (1878–1959), Gesandter mit Sitz in Ankara
- 1937–1945: Alfred Brunner (1890–1953), Geschäftsträger
- 1945–1948: Alfred Brunner (1890–1953), Gesandter
- 1948–1949: Daniel Secrétan (1895–1971)
- 1949–1954: Beat von Fischer (1901–1984)
- 1954–1956: André Boissier (1904–1956)
- 1956–1956: Max König (1910–1997)
- 1956–1957: Jean-Louis Pahud (1909–1993)
- 1957–1962: Jean-Louis Pahud (1909–1993), Botschafter
- 1962–1966: Robert Maurice (1906–1998)
- 1967–1971: André Parodi (1909–1990)
- 1971–1974: Hans Karl Frey (1916–1974)
- 1974–1980: Daniel Gagnebin (1917–1998)
- 1980–1984: Jean Cuendet (1929–1988)
- 1984–1988: Luciano Mordasini (1928–2014)
- 1988–1990: Claudio Caratsch (1936–2020)
- 1990–1993: Ernst Thurnheer (1933–2003)
- 1993–1997: Marianne von Grünigen (1936–)
- 1997–2001: Blaise Godet (1947–)
- 2005–2009: Charles-Edouard Held (1949–)
- 2009–2013: Dominik Furgler (1958–)
- 2017–2021: Paul Garnier
- 2021–2024: Yvonne Baumann
- seit 2024:  Andreas Baum